# Non fidarti di tuo marito
Non fidarti di tuo marito (An Innocent  Affair) è un film del 1948 diretto da Lloyd Bacon.

## Trama
Vincent è un uomo d'affari preso dal lavoro, che sta trascurando la moglie per seguire una transazione che sta curando per conto dell'ex-fidanzata, e ha quindi deciso di non dire niente alla consorte, temendo che lei fraintenda. La moglie però pensa che Vincent abbia un'amante e pertanto si rivolge a un'agenzia di attori per assoldare un uomo che finga di corteggiarla, ma questi sarà anche troppo bravo nel suo ruolo...